# واد البارد
واد البارد بلدية جزائرية في ولاية سطيف تعدادها السكاني حوالي 2333 نسمة (2008) يمارس الزراعة وتربية الماشية تحدها من الشرق بلدية بابور من الغرب بلدية خراطة من الجنوب بلدية عموشة وتيزي نبشار من الشمال ولاية جيجل